# Dinko Petrov
Dinko Petrov (búlgar: Динко Петров)  (Stara Zagora, 10 de març de 1935) és un ex-lluitador búlgar, especialista en lluita grecoromana, que va competir durant les dècades de 1950 i 1960.
Durant la seva carrera esportiva va prendre part en tres edicions dels Jocs Olímpics. El 1956, a Melbourne, fou sisè en la prova del pes gall del programa de lluita grecoromana. Quatre anys més tard, als Jocs de Roma, va guanyar la medalla de bronze en la mateixa prova del programa de lluita grecoromana. El 1964 va disputar, sense sort, els seu tercer Jocs a Tòquio. En el seu palmarès també destaquen una medalla de bronze al Campionat del món de lluita.